# Eutropis quadricarinata
Eutropis quadricarinata — вид сцинкоподібних ящірок родини сцинкових (Scincidae). Мешкає в Індії і М'янмі.

## Поширення і екологія
Eutropis quadricarinata мешкають у Північно-Східній Індії і М'янмі. Вони живуть в тропічних лісах.